# بوی عشق
بوی عشق (کره‌ای: 국화꽃 향기؛ انگلیسی: Scent of Love) یک فیلم درام عاشقانه محصول سال ۲۰۰۳ کره جنوبی است و نخستین کارگردانی لی جونگ ووک به‌شمار می‌رود. این فیلم بر پایه رمانی با همین نام اثر کیم ها این است و جانگ جین یونگ و پارک هه ایل در آن ایفای نقش کردند. جانگ جین یونگ همانند کاراکترش در این فیلم با سرطان معده مبارزه می‌کرد و در سال ۲۰۰۹ درگذشت. این فیلم در کره جنوبی تعداد ۹۰۰٬۰۰۰ بلیت فروخت و در ۱۶ مه ۲۰۰۳ در جشنواره فیلم کن به نمایش درآمد.

## بازیگران
- جانگ جین یونگ در نقش مون هی جه
- پارک هه ایل در نقش سو این ها
- سونگ سون می در نقش چوی جونگ ره
- کیم یو سوک در نقش کانگ سونگ هو